# جمشید صداقت‌نژاد
جمشید صداقت‌نژاد (زاده ۳ خرداد ۱۳۲۶ تهران – درگذشته ۹ اردیبهشت ۱۳۹۲ تهران) نویسنده، روزنامه‌نگار، فیلمنامه‌نویس و سینماگر، اهل ایران بود.

## زندگی‌نامه
جمشید صداقت‌نژاد از نیمهٔ اول دهه چهل تا پایان عمر به‌عنوان روزنامه‌نگاری فعال در بسیاری از روزنامه‌ها و نشریات کار کرد.
او در قبل از انقلاب در مجله‌های سپید و سیاه، پرچم خاورمیانه، آسیای جوان و…  با اسم خودش و همچنین نام های مستعار شباهنگ، ققنوس، پرواز، فرهاد، سیروس، و حتی‌ بی‌ نام و نشان مطالب و رپرتاژ‌های بسیاری نوشت. در بعد از انقلاب در ایران ماند و تا پایان عمر، همچنان به نوشتن و کار روزنامه‌نگاری پرداخت و در روزنامه‌‌های صبح خانواده و اخبار و در هفته‌نامه‌های پهلوان، فکور و فضیلت جوانان و در مجله‌های سینماویدئو، خانواده، زن روز و… نوشته‌هایش را با نام خود یا با اسم مستعارِ «مرید حق» منتشر می‌کرد.
او همچنین عضو سندیکای نویسندگان و خبرنگاران ایران (قبل از انقلاب) و عضو انجمن منتقدان و نویسندگان سینمای ایران (بعد از انقلاب) بود. با این همه، در تمامی سال‌های پس از انقلاب فقط یک بار در نخستین جشن رسانه‌های سینمای ایران (بهمن ۱۳۸۹) از وی به عنوان یک منتقد پیش‌کسوت تقدیر شد. صداقت‌‌نژاد در همین مراسم و هنگام دریافت جایزه‌اش گفته بود: «۴۵ سال است که در این عرصه مشغول فعالیت هستم و اگر ده بار دیگر نیز متولد شوم باز هم همین کار را ادامه می‌دهم.»
او به‌دلیل ابتلا به [سکتهٔ مغزی] و ایست قلبی درگذشت و در بهشت زهرا قطعه ۸۹ ردیف ۷۲ شماره ۴ به خاک سپرده شد.

## بخشی از فیلمشناسی
جمشید صداقت‌نژاد در دهه‌ چهل و پنجاه خورشیدی به‌عنوان فیلمنامه‌نویس فعالیت می‌کرد. در این خصوص، او یکی از فعالان استودیو پارس فیلم بود. او بسیاری از فیلمنامه‌هایش را با اسم مستعار چاپ می‌‌کرد.

### سینما
نی‌زار (سال ۱۳۵۴)، کارگردان: محمود کوشان
مادر دوستت دارم (۱۳۵۴)، کارگردان: داریوش کوشان
شیر خفته (۱۳۵۵)، کارگردان: محمود کوشان. جمشید صداقت‌نژاد در این فیلم به‌عنوان بازیگر حضور داشته است. این فیلم به‌صورت رنگی، محصول مشترک ایران در استودیو «پارس‌فیلم» و آلمان غربی است. فیلم شیر خفته در آلمان با عنوان "Rebellen" (به فارسی‌: یاغیان) منتشر شد.
گل خشخاش (۱۳۵۵)، کارگردان: داریوش کوشان
سلام تهران (۱۳۵۶)، کارگردان: داریوش کوشان
سکوت بزرگ (۱۳۵۶)، کارگردان: محمود کوشان
فریاد عشق (۱۳۵۶)، کارگردان: حسین قاسمی‌وند
قول یک مرد (۱۳۵۷)، کارگردان: داریوش کوشان

### سریال‌
تلاش (۱۳۵۶)، کارگردان: شعاع‌الدین مصطفی‌زاده، این مجموعه تلویزیونی، در سیزده قسمت و با مشارکت وزارت کار و امور اجتماعی تهیه شده بود، اما به واسطه برخورد آن با وقایع انقلاب اسلامی، فقط یک قسمت آن در شب ۲۱ بهمن ۱۳۵۷ از تلویزیون ملی ایران پخش شد.
یک حرف از هزاران (۱۳۷۲)، کارگردان: جهانگیر صمیمی‌فر، شبکه یک- گروه معارف. این مجموعه تلویزیونی، در سیزده قسمت ساخته شد و انتشار اولیه آن در سال ۱۳۷۳ بود.
زیر یک سقف (سال ۱۳۷۶)،کارگردان: عبدالله صادقی، شبکه: یک- گروه خانواده. این مجموعه هر روز ظهر در برنامه سیمای خانواده پخش می شد.

## بخشی از کتاب‌شناسی
صداقت‌نژاد بیش از ۱۰۰ جلد کتاب نوشته است. در مقاطع مختلف، او کتاب‌هایش را با اسم مستعار «سیروس» و «مرید حق» چاپ می‌کرد. او همچنین انتشارات مرید حق را در سال ۱۳۶۰ راه‌اندازی نمود و تعدادی از کتاب‌هایش را نیز در این انتشارات به چاپ رساند. 

### برخی‌ از نوشته‌ها
- با بوسه شروع کن - انتشارات تهران - چاپ اول (۱۳۴۸)
- مأموریت مرگبار - انتشارات تهران (۱۳۴۸)
- جنگ‌های سلطان سنجر (جلد اول: قهقهه عقاب طلایی) - انتشارات جانقربان (۱۳۴۸)
- جنگ‌های سلطان سنجر (جلد دوم: دلاوران الموت) - انتشارات جانقربان (۱۳۴۸)
- جنگ‌های سلطان سنجر (جلد سوم) - انتشارات جانقربان (۱۳۴۸)
- حجله (شامل ۷ داستان) - چاپ ستاره نو (دهه ۵۰)
- مرگ مایک هامر (از عملیات سروان فریدون امید) - انتشارات صفری (دهه ۵۰)
- مرده جنایتکار (از عملیات سروان فریدون امید) - انتشارات تهران (دهه ۵۰)
- اسرار دریاچه بختگان - انتشارات مرید حق (۱۳۵۹)
- رندان خراباتی: گوشه‌ای از زندگی‌، منوچهری، وحشی بافقی، عطار، رودکی، مولانا شرف‌الدین بوعلی (بررسی‌ و تحقیق) - چاپ آفست بدون ذکر نام نشر (۱۳۶۰)
- دروازه‌های بهشت - انتشارات مرید حق (۱۳۶۱)
- خون سیاوش (اقتباس) - انتشارات مرید حق (۱۳۶۱)
- امشب مادری می‌میرد - انتشارات مرید حق (۱۳۶۱)
- پهلوان مفرد قلندر - انتشارات مرید حق (۱۳۶۲)-(انتشارات هفت‌روز (۱۳۸۳) - به‌سفارش فدراسیون ورزش‌های جانبازان و معلولین.)
- چشمه آب حیات - انتشارات مرید حق (۱۳۶۲)
- آشیانه عقاب - انتشارات مرید حق و انتشارات گلی (۱۳۶۲)
- کنیز سفید، غلام سیاه - انتشارات مرید حق (۱۳۶۲)
- بیژن و منیژه (اقتباس) - انتشارات مرید حق (۱۳۶۲)
- رویای صادقانه (حقایقی ناشناخته از تاریخ مشروطیت ایران) - انتشارات بهاره (۱۳۶۳)
- شیر رَبَذه (ابوذرنامه) - انتشارات صداقت‌نژاد (۱۳۶۳)
- غول ترکمن‌‌صحرا - انتشارات نیما (۱۳۶۳)
- فرامرزنامه (مرد افسانه و شمشیر) (اقتباس) - انتشارات مرید حق (۱۳۶۳)
- سوار سرنوشت - ناشر جمشید صداقت‌نژاد (۱۳۶۳)
- پیروزی عشق -  ناشر جمشید صداقت‌نژاد (۱۳۶۳)
- طوطی‌نامه (اقتباس) - ناشر کتاب‌فروشی نیما (۱۳۶۷)
- گل خشخاش - نشر پوریا (۱۳۷۲)
- پدرخوانده - نشر پوریا (۱۳۷۲)
- شب آفتابی - نشر پوریا (۱۳۷۲)
- عروس شیطان - انتشارات پوریا (۱۳۷۲)
- دلیران تنگستان یا آشیانه عقاب (اسرار منتشر نشده از مبارزات خونین دلیران تنگستان و دشتستان: واسموس، لورنس آلمان در ایران) - انتشارات نیما (۱۳۷۲)
- مسافر غریب - انتشارات شیرین (۱۳۷۲)
- طومار کهن شاهنامه فردوسی - ناشر دنیای کتاب (۱۳۷۴)
- جهانگیرنامه (طومار کهن) - انتشارات نیما (۱۳۷۵)
- آقای گل (زندگی‌نامه فرشاد پیوس) - موسسه انتشارات پهلوان (۱۳۷۶)
- علی دایی (الگوی شایسته ورزش و تحصیل) - موسسه انتشارات پهلوان (۱۳۷۶)
- لیلی و مجنون - انتشارات عارف (۱۳۷۷)
- (عشّاق‌نامه) یوسف و زلیخا - انتشارات نیما (۱۳۸۰)
- پهلوان اکبر خراسانی (زندگی‌نامه) - انتشارات نیما (۱۳۸۲) - با همکاری فدراسیون ورزش‌های جانبازان و معلولین جمهوری اسلامی ایران
- زندگانی قمر بنی‌هاشم «ع» (سردار خورشید‌سوار) - انتشارات هفت‌روز (۱۳۸۳) - به‌سفارش فدراسیون ورزش‌های جانبازان و معلولین
- جهان‌پهلوان تهمتن میرباقر حکیم - انتشارات هفت‌روز (۱۳۸۳) - به‌کوشش فدراسیون ورزش‌های جانبازان و معلولین
- زندگی‌نامه جهان‌پهلوان سیّدحسن رزّاز - انتشارات هفت‌روز (۱۳۸۳) - به‌کوشش فدراسیون ورزش‌های جانبازان و معلولین جمهوری اسلامی ایران
- ابرمرد (زندگی‌نامه علی کشفیا، کاپیتان تیم ملی والیبال نشسته) - انتشارات هفت‌روز (۱۳۸۴) - به‌سفارش فدراسیون جانبازان و معلولین
- پانته‌آ (دو جلد) - انتشارات سمیر (۱۳۹۰)
- مختار - انتشارات سمیر (۱۳۹۰)
- سِمیرامیس - انتشارات سمیر (۱۳۹۰)
- پوراندخت (نخستین پادشاه زن در ایران) - انتشارات سمیر (۱۳۹۱)
- اسکندرنامه (دو جلد) - انتشارات سمیر (۱۳۹۲)
- حسین‌بن منصور حلّاج - انتشارات سمیر (۱۳۹۳)
- قزل‌قیز (تکش دلاور در برابر سنجر سلجوقی) - انتشارات سمیر (۱۳۹۳)
- سرونازخاتون - انتشارات کوشش (۱۳۹۳)
- عزیز مصر (زندگی یوسف و زلیخا)- انتشارات کوشش (۱۳۹۳)
- شاد ملک‌خاتون (زیباترین عروس حجله‌ مرگ)- انتشارات کوشش (۱۳۹۳)
- تیسفون در آتش (شاپور دوم، معمار سلسله ساسانی)- انتشارات سمیر (۱۳۹۳)
- مزدک - انتشارات سمیر (۱۳۹۶)
- در شبستان خشایارشا- انتشارات سمیر (۱۳۹۶)
- دیوان و فال حافظ شیرازی با معنی (به کوشش) - انتشارات نیما (۱۳۹۸)

و نیز کتاب‌های زیر که فاقدِ تاریخ انتشار یا نشر است:
- زندگینامه آفت
- رستم و سهراب - انتشارات مرید حق
- بیدادگاه (اقتباس) - انتشارات مرید حق
- یاغیان (احتمالا همان فیلمنامهٔ «شیر خفته» است، چرا که در آلمان غربی در دهه ۷۰ میلادی هم به همین نام منتشر شده)
- روح‌انگیز
- من مجانی آدم می‌کشم
- وادی خاموشان
- پهلوان سیّدمحمد طلبه
- روش جدید در انشاء و نویسندگی - انتشارات جانقربان
- انشاء در آینه انقلاب (یک دوره کامل دستور زبان فارسی‌) - انتشارات مرید حق
- ۹۳۰ ترانه روستایی

و…

### برخی‌ از ترجمه ها
- هوس (نام تولد‌: بهشت بانوان) - امیل زولا - انتشارات: در کتاب درج نشده (۱۳۶۰)
- تابستان پرحادثه - اشتفان تسوایگ - انتشارات موسسه خدمات چاپ (۱۳۶۲)
- جادوگر - ایگور گزنکو (Igor Gouzenko) - انتشارات مرید حق (۱۳۶۲)
- گذشته یک مرد - اریش ماریا رمارک - انتشارات مرید حق (۱۳۶۲)
- رسوایی- اشتفان تسوایگ - ناشر موسسه خدمات چاپ (۱۳۶۳)
- بیگناه - ژول ماری (Jules Mary)- نشر نیما (۱۳۶۳)
- اسکلت خون‌آلود - راونس دونس - با نام مستعار «سیروس»
- هیولای نیمه‌شب - راونس دونس - با نام مستعار «سیروس»

از سری کتاب‌های میکی اسپیلین
لازم به توضیح است که جمشید صداقت‌نژاد کتاب‌های میکی اسپیلین (اکثراً چاپ شده در انتشارات شهریار دههٔ ۵۰) را با نام مستعار «سیروس» ترجمه کرده است.
- جدال تبهکاران (از عملیات مایک هامر) - میکی اسپیلین - انتشارات شهریار (دهه ۵۰)
- مرگ فریاد می‌کشد (از عملیات مایک هامر)
- جدال خونین (از عملیات مایک هامر)
- باید بمیری (از عملیات مایک هامر)
- جانی سرخ‌مو
- فرمول جنایت
- حرفه من آدم‌کُشی است
- جنایتکار خشن
- گانگستر بیرحم
- تبهکاران نیویورک
- نزدیکترین راه به جهنم - با نام مستعار «سیروس» و همکاری با موزون
- جویبار خونین (از عملیات مایک هامر) - انتشارات زهره (دهه ۵۰)